# Dennis Banda
Dennis Banda (Lusaka, 10 dicembre 1988) è un calciatore zambiano, difensore del Green Buffaloes e della Nazionale di calcio dello Zambia.